# رصدخانه ورا روبین
رصدخانه ورا روبین (انگلیسی: Vera C. Rubin Observatory) که قبلاً با نام تلسکوپ بزرگ سینوپتیک (LSST) شناخته می‌شد، یک رصدخانه اخترشناسی است که در حال حاضر در شیلی در حال ساخت است. وظیفه اصلی آن انجام یک بررسی نجومی سینوپتیک، بررسی میراث فضا و زمان (LSST) خواهد بود. کلمه سینوپتیک از کلمات یونانی σύν (syn "با هم") و ὄψις (opsis "نما") مشتق شده (اجمالی به فارسی) و مشاهداتی را توصیف می‌کند که دید گسترده‌ای از یک موضوع در یک زمان خاص ارائه می‌دهند. این رصدخانه در قله ال پنیون Cerro Pachón، کوهی به ارتفاع ۲۶۸۲ متر در منطقه کوکیمبو، در شمال شیلی، در کنار تلسکوپ‌های تحقیقاتی اخترفیزیک جنوبی و تلسکوپ جمنای واقع شده است. تأسیسات پایه LSST در حدود ۱۰۰ کیلومتری (۶۲ مایلی) جاده، در شهر لا سرنا قرار دارد. این رصدخانه به افتخار ورا روبین، اخترشناس آمریکایی که پیشگام اکتشافات مربوط به سرعت چرخش کهکشان‌ها بود، نام‌گذاری شده است.
رصدخانه روبین میزبان تلسکوپ نقشه‌برداری سیمونی است، یک تلسکوپ بازتابی با میدان دید وسیع و آینهٔ اولیه ۸٫۴ متری که می‌تواند کل آسمان در دسترس را هر چند شب یک بار عکس‌برداری کند. این تلسکوپ از نوعی سه‌آینه‌ای آناستیگمات استفاده می‌کند که به تلسکوپ جمع‌وجور اجازه می‌دهد تصاویر شارپ را در میدان دید بسیار وسیع با قطر ۳٫۵ درجه ارائه دهد. تصاویر توسط یک دوربین CCD با رزولوشن ۳٫۲ گیگاپیکسل ثبت می‌شوند که بزرگ‌ترین دوربین دیجیتال ساخته شده تا به امروز است.
رصدخانه روبین در سال ۲۰۰۱ با نام LSST پیشنهاد شد و ساخت آینه آن (با بودجه خصوصی) در سال ۲۰۰۷ آغاز گردید. LSST سپس در "بررسی ده ساله اخترفیزیک ۲۰۱۰" به عنوان پروژهٔ زمینی بزرگ رتبهٔ اول را کسب کرد و ساخت و ساز پروژه رسماً در ۱ اوت ۲۰۱۴ آغاز شد، زمانی که بنیاد ملی علوم ایالات متحده (NSF) بخش بودجه ساخت و ساز خود در سال مالی ۲۰۱۴ (۲۷٫۵ میلیون دلار) را تأیید کرد. بودجه این پروژه از NSF، وزارت انرژی ایالات متحده و منابع مالی خصوصی جمع‌آوری شده توسط سازمان غیرانتفاعی بین‌المللی LSST Discovery Alliance تأمین می‌شود. عملیات تحت مدیریت انجمن دانشگاه‌ها برای پژوهش در ستاره‌شناسی (AURA) است. کل هزینه ساخت حدود ۶۸۰ میلیون دلار پیش‌بینی شده بود.
ساخت و ساز سایت در آوریل ۲۰۱۵ با مراسم سنگ بنای اولیه آغاز شد. اولین مشاهدات روی آسمان با دوربین مهندسی در اکتبر ۲۰۲۴ انجام شد، در حالی که تصاویر «اولین نور» سیستم در ۲۳ ژوئن ۲۰۲۵ منتشر گردید. عملیات کامل نقشه‌برداری به دلیل تأخیرهای مربوط به کووید، قرار است در اواخر سال ۲۰۲۵ آغاز شود. داده‌ها قرار است پس از دو سال به‌طور کامل عمومی شوند.

## نام گذاری
رصدخانه ورا سی. روبین، که پیش‌تر با نام "تلسکوپ نقشه‌برداری هم‌نورد بزرگ (LSST)" شناخته می‌شد، در ژوئن ۲۰۱۹ تغییر نام داد. واژه "هم‌نورد" (synoptic) از کلمات یونانی "syn" (به معنی "با هم") و "opsis" (به معنی "دید") گرفته شده و به مشاهداتی اشاره دارد که دیدگاهی گسترده از یک موضوع ارائه می‌دهند. این تغییر نام توسط نماینده ایالات متحده، ادی برنیس جانسون، و کمیسر مقیم پورتوریکو، جنیفر گونزالز-کولون، آغاز شد و در ۲۰ دسامبر ۲۰۱۹ به قانون ایالات متحده تبدیل و در نشست زمستانی ۲۰۲۰ انجمن نجوم آمریکا اعلام شد.
این رصدخانه به افتخار ورا سی. روبین نامگذاری شده است. این نام به پاس خدمات روبین و همکارانش در بررسی ماهیت ماده تاریک با نقشه‌برداری و فهرست‌بندی میلیاردها کهکشان در فضا و زمان انتخاب شده است. تلسکوپ خود به نام «تلسکوپ نقشه‌برداری سیمونی» نامگذاری شده است، این نام به افتخار اهداکنندگان خصوصی، چارلز و لیزا سیمونی، انتخاب شده است.
با وجود تغییر نام رصدخانه، سرواژه LSST همچنان برای اشاره به نقشه‌برداری "میراث فضا و زمان" که توسط این رصدخانه انجام خواهد شد، حفظ شده است و دوربین مورد استفاده برای این نقشه‌برداری نیز "دوربین LSST" نامیده می‌شود.

## پیشینه و تکامل رصدخانه روبین
رصدخانه روبین ادامه دهنده سنت دیرینه نقشه‌برداری‌های آسمان است که از قرن هجدهم با کاتالوگ‌های بصری مانند کاتالوگ مسیه آغاز شد. این روش در ادامه جای خود را به نقشه‌برداری‌های عکاسی داد که با مجموعه صفحات هاروارد در سال ۱۸۸۵ و سپس پروژه نقشه‌برداری آسمان پالومار رصدخانه انجمن نشنال جئوگرافیک و دیگر پروژه‌ها ادامه یافت. در حدود سال ۲۰۰۰، اولین نقشه‌برداری‌های دیجیتال، مانند نقشه‌برداری دیجیتالی آسمان اسلوان (SDSS)، جایگزین صفحات عکاسی نقشه‌برداری‌های اولیه شدند. رصدخانه روبین از مفهوم اولیه تلسکوپ ماده تاریک تکامل یافت که از سال ۱۹۹۶ مطرح شده بود.
گزارش ده‌ساله پنجم، با عنوان «ستاره‌شناسی و اخترفیزیک در هزاره جدید» که در سال ۲۰۰۱ منتشر شد، "تلسکوپ نقشه‌برداری هم‌نورد با دهانه بزرگ (LSST)" را به عنوان یک طرح مهم توصیه کرد. حتی در این مرحله اولیه، طراحی و اهداف اساسی آن مشخص شد: LSST تلسکوپی اپتیکی در کلاس ۶٫۵ متر است که برای نقشه‌برداری هفتگی از آسمان قابل مشاهده تا سطحی بسیار کم‌نورتر از آنچه در نقشه‌برداری‌های موجود به دست آمده، طراحی شده است. این تلسکوپ ۹۰ درصد از اجرام نزدیک به زمین با اندازه بزرگتر از ۳۰۰ متر را فهرست‌بندی کرده و تهدیدی که برای حیات روی زمین دارند را ارزیابی خواهد کرد. همچنین حدود ۱۰٬۰۰۰ جرم اولیه را در کمربند کویپر کشف خواهد کرد، که حاوی سابقه فسیلی از شکل‌گیری منظومه شمسی است. این پروژه با مشاهده هزاران ابرنواختر، هم در نزدیکی و هم در انتقال به سرخ بزرگ، و با اندازه‌گیری توزیع ماده تاریک از طریق همگرایی گرانشی، به مطالعه ساختار جهان نیز کمک خواهد کرد. تمامی داده‌ها از طریق رصدخانه مجازی ملی در دسترس خواهند بود و امکان دسترسی به تصاویر بسیار عمیق از آسمان شب در حال تغییر را برای ستاره‌شناسان و عموم مردم فراهم می‌کند.
توسعه اولیه با کمک‌های مالی کوچک تأمین شد، با مشارکت‌های عمده در ژانویه ۲۰۰۸ توسط میلیاردرهای نرم‌افزاری چارلز و لیزا سیمونی و بیل گیتس، به ترتیب ۲۰ میلیون و ۱۰ میلیون دلار. ۷٫۵ میلیون دلار در درخواست بودجه NSF رئیس‌جمهور ایالات متحده برای سال مالی ۲۰۱۳ گنجانده شد. وزارت انرژی ایالات متحده ساخت و ساز بخش دوربین دیجیتال را توسط آزمایشگاه ملی شتاب‌دهنده SLAC، به عنوان بخشی از مأموریت خود برای درک انرژی تاریک، تأمین مالی کرد. تأمین مالی NSF برای بقیه ساخت و ساز از ۱ اوت ۲۰۱۴ مجاز شد. سازمان‌های اصلی شامل: آزمایشگاه ملی شتاب‌دهنده SLAC برای طراحی و ساخت دوربین LSST، رصدخانه ملی اپتیکال نجومی برای ارائه تلسکوپ و تیم سایت، مرکز ملی کاربردهای ابررایانشی برای ساخت و آزمایش مرکز بایگانی و دسترسی به داده‌ها و انجمن دانشگاه‌ها برای پژوهش در ستاره‌شناسی برای نظارت بر ساخت و ساز هستند.
در ماه مه ۲۰۱۸، کنگره ایالات متحده به‌طور غیرمنتظره بودجه‌ای بسیار بیشتر از آنچه تلسکوپ درخواست کرده بود، اختصاص داد، به امید تسریع در ساخت و بهره‌برداری. مدیریت تلسکوپ از این کمک سپاسگزار بود اما مطمئن نبود که این کمک در این مرحله پایانی ساخت، که محدودیت نقدی وجود نداشت، مفید باشد. اولین فوتون‌های حل شده توسط ابزار کامل در ۱۵ آوریل ۲۰۲۵ شناسایی شدند و به صورت حلقه‌هایی ظاهر شدند تا زمانی که ابزار برای تمرکز آنها به صورت نقطه‌ای تنظیم شد. تصاویر از اولین نور ترکیبی کامل تلسکوپ و دوربین در ۲۳ ژوئن ۲۰۲۵ منتشر شد. اولین تصاویر پیش‌نمایش، یک تصویر ترکیبی از سحابی‌های تریفید و مرداب و بخش‌هایی از نمای وسیع بسیاری از کهکشان‌ها در خوشه دوشیزه بودند. تصویر خوشه دوشیزه در اوایل ماه مه طی چهار شب گرفته شده بود. تصاویر اولیه بیش از ۲۰۰۰ سیارک جدید را نشان دادند. مراسم‌های تماشای انتشار تصاویر در شش قاره برگزار شد، زیرا مردم ۲۸ کشور در راه‌اندازی این ابزار مشارکت داشتند.

## ویژگی‌ها
تلسکوپ نقشه‌برداری سیمونی، که بخشی از رصدخانه ورا روبین است، با میدان دید فوق‌العاده وسیع خود که ۹٫۶ درجه مربع را پوشش می‌دهد، در میان تلسکوپ‌های بزرگ (آینه‌های اولیه ۸ متری) بی‌نظیر است. این ویژگی، در ترکیب با دهانه بزرگ و قابلیت جمع‌آوری نور بالای آن، یک اتندوی (Etendue) بسیار بزرگ ۳۱۹ متر مربع در درجه مربع به آن می‌بخشد. این میزان بیش از سه برابر اتندوی بزرگ‌ترین تلسکوپ‌های موجود مانند سوبارو با دوربین Hyper Suprime آن و Pan-STARRS است و بیش از یک مرتبه بزرگی بهتر از اکثر تلسکوپ‌های بزرگ دیگر عمل می‌کند. این قابلیت منحصر به فرد به تلسکوپ امکان می‌دهد تا مناطق وسیعی از آسمان را به سرعت و با جزئیات بی‌سابقه‌ای پوشش دهد.

### اپتیک پیشرفته و طراحی منحصر به فرد آینه‌ها
طراحی اپتیکی رصدخانه روبین از نوع آناستیگمات سه‌آینه‌ای است که با استفاده از سه آینه غیرکروی، ناهنجاری‌های اپتیکی را حذف می‌کند و تصاویری واضح در میدان دید وسیع ارائه می‌دهد. آینه اولیه (M1) ۸٫۴ متر، آینه ثانویه (M2) ۳٫۴ متر و آینه سوم (M3) که درون آینه اولیه قرار دارد، ۵٫۰ متر قطر دارند. نکته قابل توجه در طراحی این تلسکوپ، ادغام آینه اولیه و سوم (M1 و M3) در یک قطعه شیشه واحد به نام "مونولیت M1M3" است. این طراحی نه تنها طول کلی تلسکوپ را به حداقل می‌رساند و امکان چرخش سریع آن را فراهم می‌کند، بلکه ساختاری محکم‌تر از دو آینه جداگانه ایجاد کرده و به پایداری سریع‌تر پس از حرکت کمک می‌کند. همچنین، این سیستم اپتیکی شامل سه لنز تصحیح‌کننده است که بزرگ‌ترین لنز آن با قطر ۱٫۵۵ متر، بزرگ‌ترین لنز ساخته شده تا به امروز محسوب می‌شود.

### دوربین ۳٫۲ گیگاپیکسلی و سیستم‌های پیشرفته
تلسکوپ روبین به یک دوربین دیجیتال ۳٫۲ گیگاپیکسلی مجهز است که قادر به ثبت تصاویر ۳۰ ثانیه‌ای است. این دوربین، در واقع در کانون سوم قرار دارد و برای عملکرد بهینه، نیازمند فوکوس بسیار دقیق است. سطح کانونی دوربین صاف و با قطر ۶۴ سانتی‌متر است و شامل موزاییکی از ۱۸۹ حسگر CCD است که هر کدام ۱۶ مگاپیکسل دارند. این حسگرها برای کاهش نویز تا حدود ۱۰۰- درجه سانتی‌گراد خنک می‌شوند. دوربین همچنین دارای یک مکانیزم تعویض فیلتر خودکار است که شش فیلتر (ugrizy) را پوشش می‌دهد، اما در هر زمان می‌تواند پنج فیلتر را نگه دارد. برخلاف بسیاری از تلسکوپ‌ها، رصدخانه روبین برای جبران پراکندگی جوی تلاشی نمی‌کند، زیرا این کار در مدت زمان کوتاه ۵ ثانیه‌ای بین هر نقطه، چالش‌برانگیز است.

### پردازش داده‌های عظیم و دسترسی عمومی
سیستم اپتیک فعال تلسکوپ سیمونی با استفاده از حسگرهای موج‌جبهه، آینه‌ها را دقیق و در فوکوس نگه می‌دارد. انتظار می‌رود این دوربین سالانه بیش از ۲۰۰٬۰۰۰ تصویر (۱٫۲۸ پتابایت فشرده نشده) ثبت کند که مدیریت و تحلیل این حجم عظیم داده، پیچیده‌ترین بخش پروژه است. تصاویر در سه بازه زمانی پردازش می‌شوند: فوری (در ۶۰ ثانیه)، روزانه و سالانه. هشدارها در مورد اشیاء متغیر ظرف ۶۰ ثانیه صادر می‌شوند و برای عموم در دسترس هستند. محصولات روزانه شامل تصاویر شبانه و کاتالوگ‌های منبع هستند، در حالی که داده‌های سالانه شامل تصاویر کالیبره شده، اندازه‌گیری موقعیت‌ها و شارها، اطلاعات تغییرپذیری و کاتالوگ‌های عظیمی از اجرام آسمانی (حدود ۳۷ میلیارد جرم از جمله کهکشان‌ها و ستارگان) خواهند بود. رصدخانه روبین ۱۰ درصد از قدرت محاسباتی و فضای دیسک خود را برای محصولات داده‌ای تولید شده توسط کاربران اختصاص داده است که امکان اجرای الگوریتم‌های سفارشی بر روی مجموعه داده‌ها را فراهم می‌کند.